# Club Polideportivo Valdivia
Club Polideportivo Valdivia es un equipo de fútbol español localizado en Valdivia, Villanueva de la Serena, en la comunidad autónoma de Extremadura. Fundado en 1956, actualmente milita en la Primera División Extremeña.

## Historia
En la temporada 2018-19 el club acabó 13.º, justo a 6 puntos de ser descendido de Tercera División. En la temporada 2020-21 acabaría la temporada en penúltimo lugar descendiendo a la Primera División Extremeña y poniendo fin a 7 temporadas seguidas en Tercera División. En la siguiente temporada el club quedaría colista de su grupo bajando a la Segunda División Extremeña.
Tras dos descensos consecutivos el club no se inscribió en la categoría dejando de competir temporalmente. En la temporada 2023-24 el club volvería a competir desde la última división en Extremadura.
En su primera temporada en Segunda División Extremeña después de la vuelta a la competición, el conjunto valdiviano logró alzarse como campeón de su grupo pero cayó eliminado en la fase de ascenso. En la siguiente campaña, volvió a repetir el liderato y esta vez sí logró el ascenso a la Primera División Extremeña.

## Temporadas
| Temporada | División   | Posición | Copa del Rey |
| --------- | ---------- | -------- | ------------ |
| 1956–03   | Regional   | —        |              |
| 2003/04   | 1ª Reg.    | 1.º      |              |
| 2004/05   | Reg. Pref. | 1.º      |              |
| 2005/06   | 3.ª        | 21.º     |              |
| 2006/07   | Reg. Pref. | 1.º      |              |
| 2007/08   | 3.ª        | 14.º     |              |
| 2008/09   | 3.ª        | 20.º     |              |
| 2009/10   | Reg. Pref. | 6.º      |              |
| 2010/11   | Reg. Pref. | 6.º      |              |
| 2011/12   | Reg. Pref. | 2.º      |              |
| 2012/13   | Reg. Pref. | 1.º      |              |
| 2013/14   | Reg. Pref. | 1.º      |              |
| 2014/15   | 3.ª        | 15.º     |              |
| 2015/16   | 3.ª        | 14.º     |              |
| 2016/17   | 3.ª        | 14.º     |              |
| 2017/18   | 3.ª        | 15.º     |              |
| 2018/19   | 3.ª        | 13.º     |              |
| 2019/20   | 3.ª        | 20.º     |              |
| 2020/21   | 3.ª        | 10.º     |              |
| 2021/22   | 1ª Reg     | 12.º     |              |
| 2022/23   | —          | —        | —            |
| 2023/24   | 2ª Reg     | 1.º      |              |
| 2024/25   | 2ª Reg     | 1.º      |              |
| 2025/26   | 1ª Reg     |          |              |

- 10 temporadas en Tercera División.